# Rothschild család
A Rothschild család (kiejtése magyarul: rotsild) nagy múltú, Frankfurtból származó zsidó család. A dinasztia alapítója Mayer Amschel Rothschild (1744–1812). Tagjaik elsősorban bankárként váltak ismertté, a 19. században az övék volt Európa legnagyobb bankhálózata, és egykor a világ leggazdagabb és legbefolyásosabb családja voltak, nagy ráhatással bírtak az európai belpolitikára. A családnak több ága is létezik és létezett, többek között az Egyesült Királyságban, Franciaországban, Ausztriában, Olaszországban és sokan helyezkedtek el az Egyesült Államokban is. A második világháború alatt vagyonuk nagyobbik részét elvesztették, és így a nagy politikai befolyásukat is. Habár gazdagságuk és hatalmuk már nem a régi, jelenleg is vagyonosak, két magánbankot kezelnek: ezek a Rothschild & Co, és a Edmond de Rothschild Holding S.A. A világ 1000 leggazdagabb embere között már nem találunk Rothschildot.
Mottójuk: Concordia, Integritas, Industria jelentése magyarul: Harmónia, Becsületesség, Szorgalom.

## Történetük

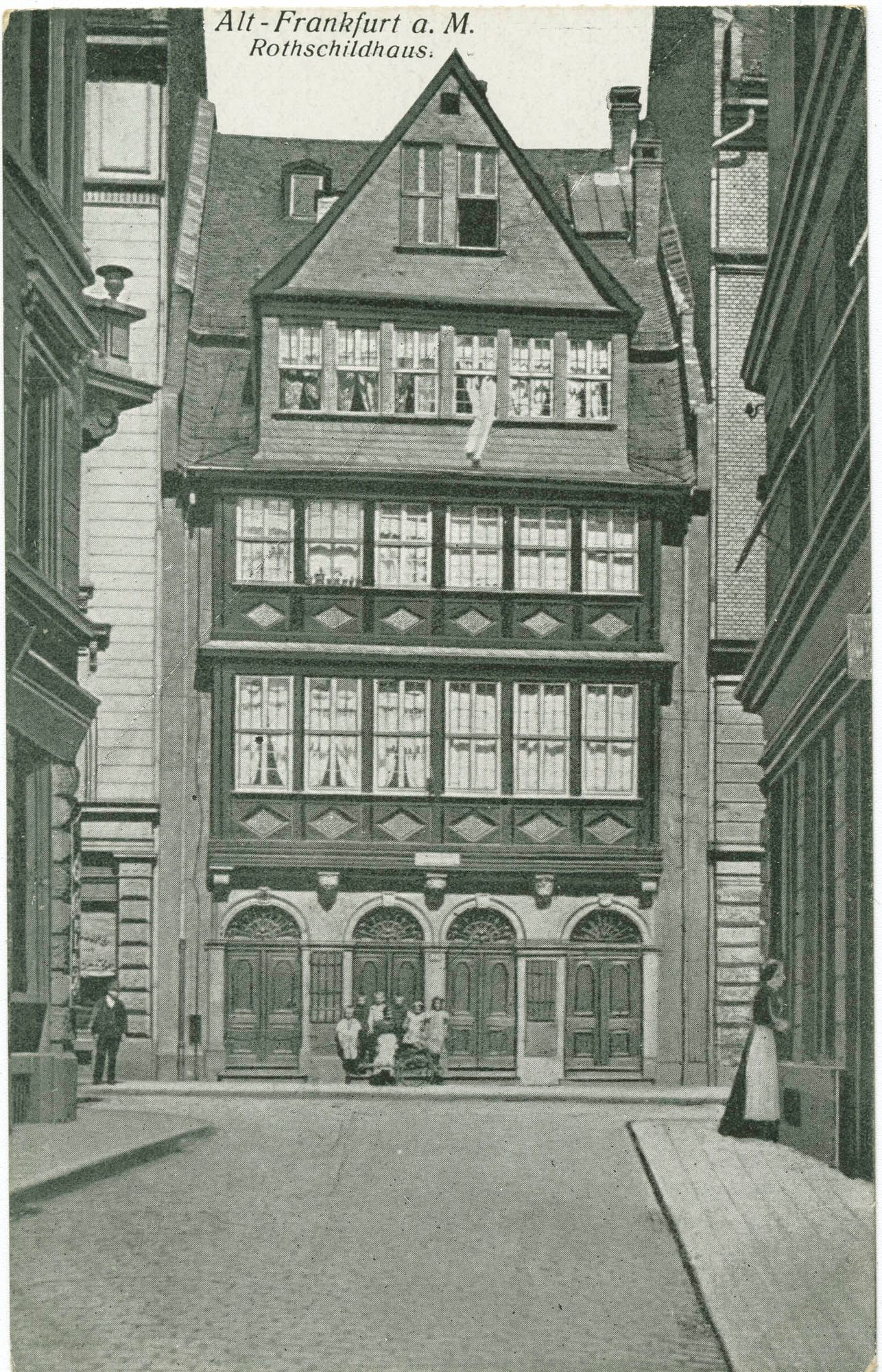
A Rothschildok frankfurti háza a gettóban

A Rothschildok nevüket a frankfurti házukat díszítő vörös pajzs (németül zum rot(h)en Schild) kapták. 1744. február 23-án született meg Frankfurt zsidó gettójában Mayer Amschel Rothschild, a család alapítója. A család addig főleg ruhákkal kereskedett, de pénzváltással is foglalkoztak. Apja rabbinak szánta, és be is íratta a megfelelő iskolába, de miután apja nem sokkal később (1755) meghalt, a fiatal fiú Hannoverben tanult. 1764-ben már lényeges anyagi tőkével érkezett vissza szülővárosába, és kereskedői tevékenységbe fogott: ritka érmékkel, medálokkal, antik árukkal kezdett el üzletelni. Ezalatt a tevékenysége alatt számos értékes kapcsolatra tett szert. Egy alkalommal még II. Frigyes hanaui herceg is vásárolt tőle. Az 1790-es években aztán bankot alapított, és nemsokára ő lett a legvagyonosabb zsidó Frankfurtban. Az 1795-ben felmutatott 4 ezer gulden jövedelme egy évvel később már 60 ezer guldenre nőtt.
Mayer Amschel 1770-ben házasodott meg, az akkor 16 éves Gutle Schnappert vette el; összesen 19 gyermekük született, közülük 10 maradt életben, köztük 5 fiú. Mindannyian az apjuk üzletében helyezkedtek el felnőttként. A legidősebb fia, akit szintén Mayer Amschelnek hívtak, Frankfurtban maradt, a másik négy utódot azonban édesapjuk külföldre küldte tanulni és dolgozni. A második fiú, Salomon Rothschild Bécsbe ment, a harmadik, Nathan Londonban, a negyedik, Carl, Nápolyban, és az ötödik, Jakob pedig Párizsban telepedett le. Így alakultak ki a család külföldi ágai. Az öt gyermek mind megalapította a saját bankját az adott országban, így létrehozták Európa első multinacionális bankhálózatát. Az első nagyobb üzletüket 1804-ben bonyolították le, amikor az anyagilag megszorult VII. Keresztély dán uralkodónak nyújtottak hitelt. A bankok hitelt adtak a kor több nagy uralkodójának is, de a család a legfontosabb szerepet a napóleoni háborúkban játszotta. Mindkét ellenfelet támogatták anyagilag.
A Rothchild család finanszírozta például Wellington első hercege, Arthur Wellesley hadjáratát Bonaparte Napóleon ellen, az úgynevezett félszigeti háborút. Az 1808-tól 1814-ig tartó háború a napóleoni háborúk egyik mellék hadszíntere volt. A Rothschildok Európában egy gyors futárszolgálatot építettek ki, ami nagyon hatékony volt: 1815-ben Napóleon waterlooi vereségének hírét Nathan tudta meg elsőként Londonban - egy brüsszeli hírvivő révén. Viktória brit királynő és Albert herceg is a Rothschild futárok segítségével kommunikált a kontinenssel. Az alapító Mayer Amschel Rothschild 1812-ben, 68 évesen hunyt el, minden vagyonát a fiaira hagyta, lányait kizárta az örökségből. A frankfurti izraelita temetőben ma is látható a sírja. Napóleon elbukása után a dinasztia főleg az angol, francia és más államok államkötvényeire koncentrált, ugyanakkor nagy hasznot húztak az ipari forradalomból is. Gyárakba, vasúthálózatokba és szénbányákba fektettek. Az ipari és a politikai szférát egyaránt hitelezték. Befolyásuk abban is megnyilvánult, hogy részei lettek az arisztokráciának; sorra a szerezték a “von”, "van", vagy a “de” előtagokat a nevükhöz.  A család az 1850-es évek óta foglalkozik bor- és pezsgőtermeléssel, valamit műkincsgyűjtéssel és lóversennyel is. Filantropikus tevékenységük már ekkor elkezdődött. 1863-ban a család olasz ága kihalt.
Az 1880-as években is aktívak voltak, többek között a brit állam a tőlük felvett hitelből vásárolta meg a Szuezi-csatornát, valamint Brazília függetlenségében is jelentős volt a szerepük. Ők finanszírozták a később megszűnt Rhodézia állam létrejöttét. A 20. század elején azonban a család tekintélye hanyatlásnak indult, 1901-ben kihalt a család német ága. Az első világháború teljesen tönkretette a megmaradt három bankot. Az igazi csapást azonban az 1938-es Anschluss jelentette, aminek eredményeképpen az osztrák leszármazottak teljes vagyonát elrabolták a nácik. Franciaország megszállása után a Rothschildok teljes vagyonát lefoglalták, műkincseiket, földjeiket és palotáikat is elkobozták. Adolf Hitler propagandacéljaira is felhasználta a család történelmét, többek között a waterlooi csatában játszott szerepük inspirálta a Die Rothschilds Aktien auf Waterloo című német propagandafilmet, mely azonban számos valótlan állítást tesz Nathan Rothschild spekulációival kapcsolatban.
A család nagy része, kivéve az épségben megmaradt brit ágat, az Egyesült Államokba menekült, így sikerült túlélniük a holokausztot. A háborút tehát csak a brit leszármazottak élték túl jelentős veszteségek nélkül. Amikor Izrael állam 1948-ban megalakult, több száz Rothschild leszármazott vett részt a folyamatban. Sokan a pénzügyi szektorban tevékenykedtek, sokan adományokat adtak. Voltak azonban olyan tagjai is a családnak, akik hevesen ellenezték az önálló zsidó állam létrejöttét.

## Nemesi címek
1816-ban I. Ferenc osztrák császár az ötből négy Rothschild fiúnak nemesi címet adományozott, majd 1818-ban az ötödik, Nathan is kiérdemelte ezt. 1822 szeptemberében mind az öten örökös Freiherr címet kaptak az osztrák államtól. 1847-ben a család örökös bárói címet kapott a Brit Birodalomtól.

## Fordítás
- Ez a szócikk részben vagy egészben  a   Rothschild family című angol Wikipédia-szócikk ezen változatának fordításán alapul.  Az eredeti cikk szerkesztőit annak laptörténete sorolja fel. Ez a jelzés csupán a megfogalmazás eredetét és a szerzői jogokat jelzi, nem szolgál a cikkben szereplő információk forrásmegjelöléseként.